# Denis Arnaud
Denis Arnaud est un footballeur français né le 31 janvier 1973 à Bordeaux. Il évolue au poste de défenseur.
Il a disputé plus de 250 matchs dans le Championnat de Ligue 2 au cours de sa carrière. 

## Carrière
Denid Arnaud commence à jouer au football au Stade Jeunesse Macaudaise, club de son village, où il montre d'exceptionnelles qualités.  
Il  part ensuite effectuer sa formation aux Girondins de Bordeaux, le club de sa ville natale. 
Il rejoint Le Mans en 1995 et dispute huit saisons au sein du club, contribuant notamment à la montée des sarthois en Ligue 1 en 2003. 
Il rejoint ensuite le Stade de Reims où il termine sa carrière en 2006.

## Palmarès
- Montée en Ligue 1 en 2003 avec LE MUC 72
- Champion de France de National en 2004 avec Reims